# Ruta 903 (Costa Rica)
La Ruta 903, oficialmente Ruta Nacional Terciaria 903, es una ruta nacional de Costa Rica ubicada en la provincia de Guanacaste.

## Descripción
En la provincia de Guanacaste, la ruta atraviesa el cantón de Nandayure (los distritos de Carmona, Porvenir, Bejuco).